# مدینا (تنسی)
مدینا(به انگلیسی: Medina) شهری در ایالت تنسی کشور ایالات متحده آمریکا است که جمعیت آن در سرشماری سال ۲۰۱۰ میلادی، ۳٬۴۷۹ نفر بوده‌است.